# Falcon Down
Falcon Down es una película estadounidense de acción de 2000 dirigida por Philip J. Roth y protagonizada por Dale Midkiff, William Shatner, Judd Nelson, Jennifer Rubin y Cliff Robertson.

## Trama
El mayor proyecto militar en toda la historia de los Estados Unidos, el XB-1000 Mach-6 —un bombardero furtivo conocido como Proyecto Falcon—, se cancela después de una catástrofe durante su primer vuelo de prueba. Sin desanimarse, un grupo de estrategas de exmilitares continúan desarrollando el bombardero en secreto, sabiendo que una vez completa, la venta a los chinos durante miles de millones de dólares estaría asegurada. Un equipo de expertos se reúne para secuestrar el avión, incluyendo el único hombre capaz de volar la nueva tecnología de sigilo, Hank Thomas (Midkiff), un piloto de combate estadounidense que se involucra sin saberlo en la operación.

## Reparto
- Dale Midkiff — Capitán Hank Thomas
- William Shatner — Comandante Robert Carson
- Judd Nelson — Harold Peters
- Jennifer Rubin — Sharon Williams
- Cliff Robertson — Buzz Thomas
- Mark Kiely — Roger
- Dean Biasucci — Roth Jankins
- Sandra Ferguson — Barbara Edwards
- Natasha Roth — Alisia Edwards
- Allison Dunbar — Connie Eldridge
- Que Kelly — Especialista en armas
- Donald Li — Capitán Chow
- William Zabka — John, guardia de seguridad
- Bo Eason — Guardia de seguridad
- Jeff Rank — Harmon Yaznah